# Аеропорт

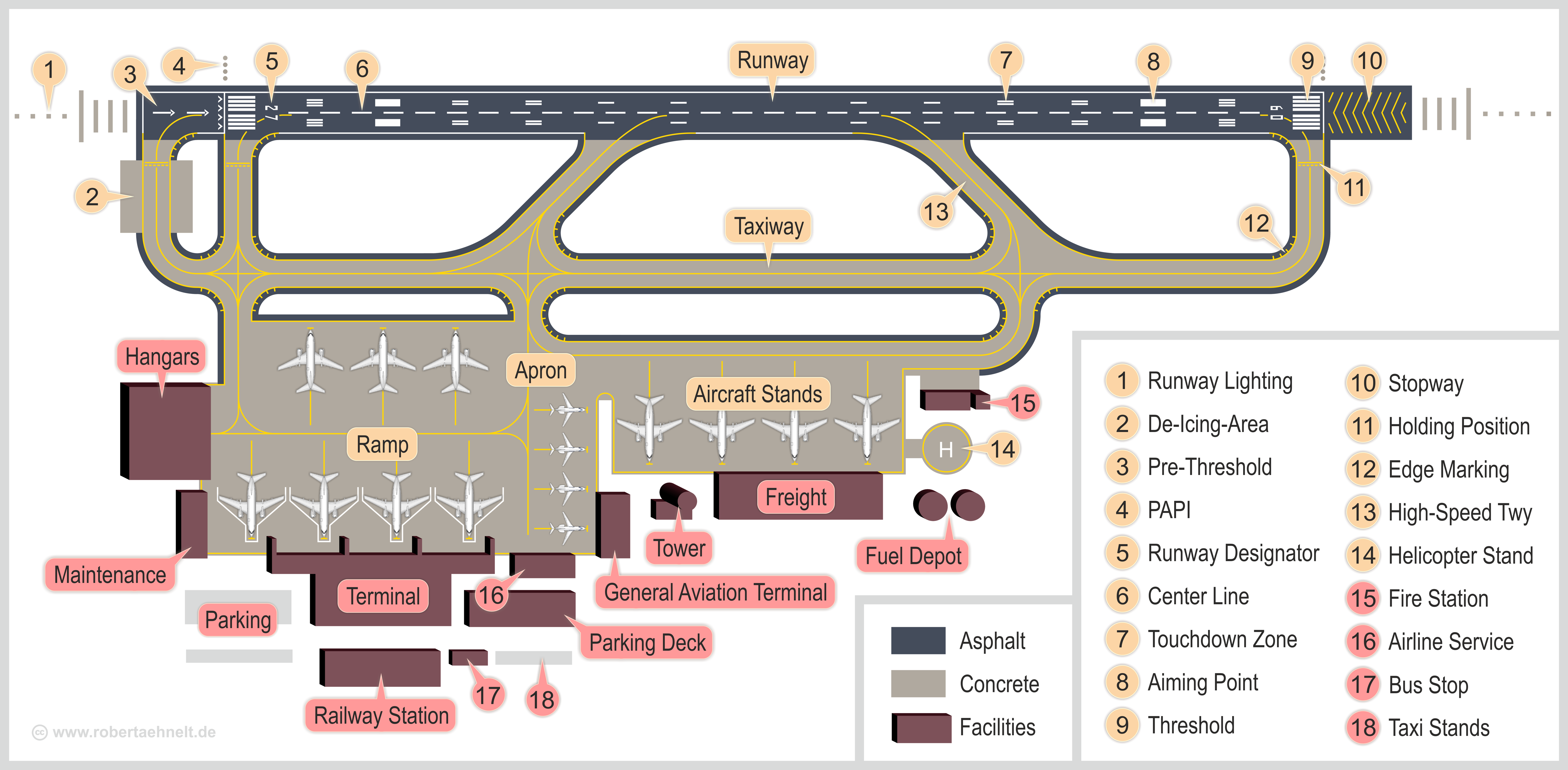
Зразок побудови пересічного аеропорту. Великі аеропорти, зазвичай, містять більше злітно-посадкових смуг та терміналів.1. Світлосигнальна система. 2. Місце обробки літаків проти обмерзання. 3. Передпорогова зона. 4. Вказівник напрямку заходу на посадку. 5. Позначення ЗПС. 6. Вісь ЗПС. 7. Зона приземлення. 8. Знак націлювання. 9. Поріг ЗПС. 10. Стоп-смуга. 11. Місце затримки. 12. Позначення краю РД. 13. Швидкісна РД. 14. Стоянка гвинтокрилів. 15. Пожежна частина. 16. Авіаційне обслуговування. 17. Автобусна зупинка. 18. Стоянка таксі.

Аеропо́рт (фр. aéroport, англ. airport, нім. Flughafen) — сукупність інженерних споруд, призначених для приймання, відправлення та технічного забезпечення повітряного транспорту, а також обслуговування пасажирів і вантажу. Аеропортовий комплекс повинен мати хоча б одну злітно-посадкову смугу: чи то ґрунтову, тверду, або водну поверхню для зльоту й посадки літаків, чи то вертолітний майданчик.

## Сучасні аеропорти містять
- Аеродром, (основна частина аеропорту, яка має злітну смугу)
- Приаеродромна територія (здійснюються маневрування, частина аеродрому)
- Службово-технічна територія з аеровокзалом
- Авіаремонтні заводи (підприємства, які забезпечують відповідні відновлювальні роботи літаків, вертольотів, гвинтокрилів тощо)

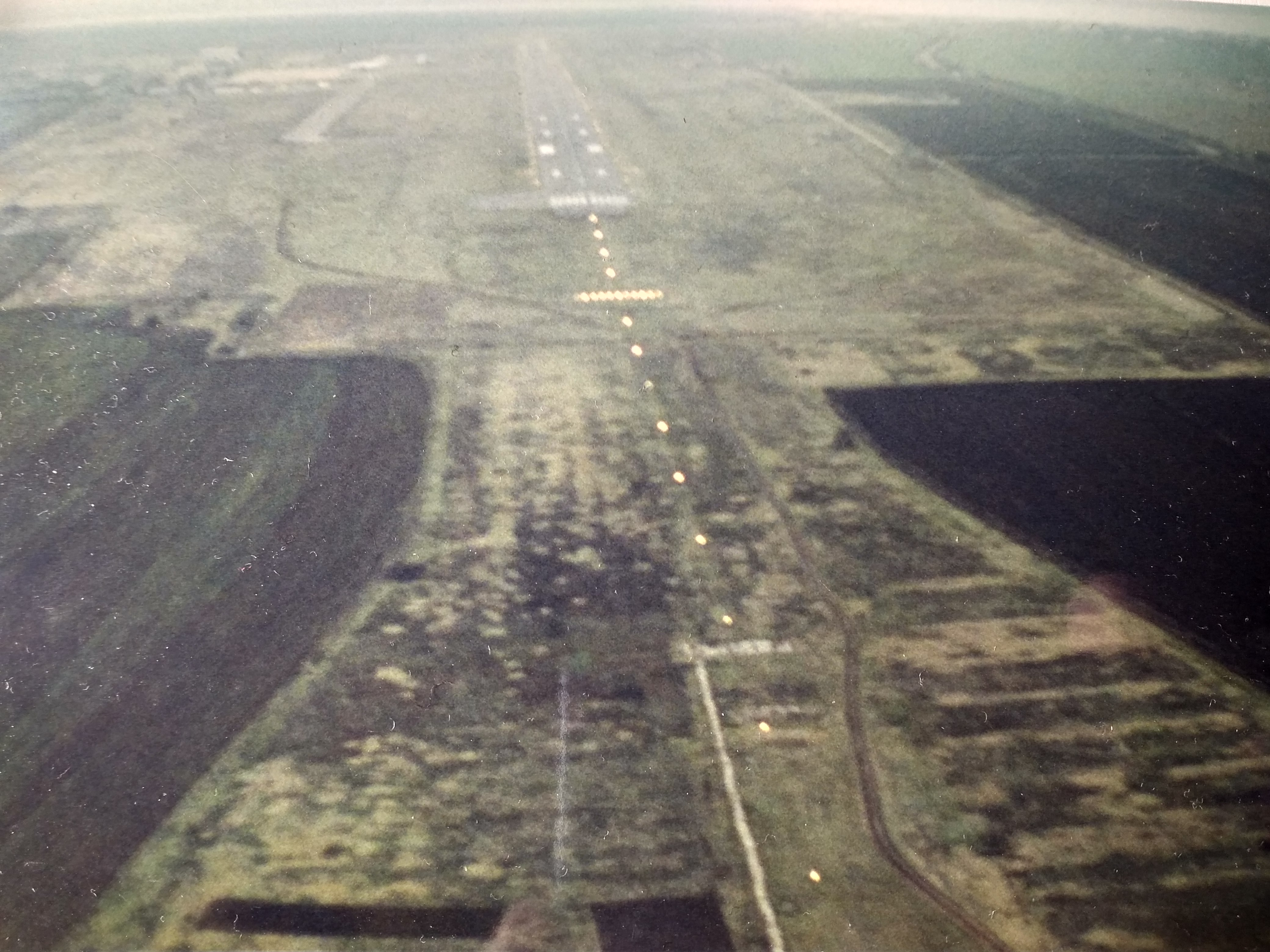
Захід на посадку в Миколаївський міжнародний аеропорт, 1998 рік

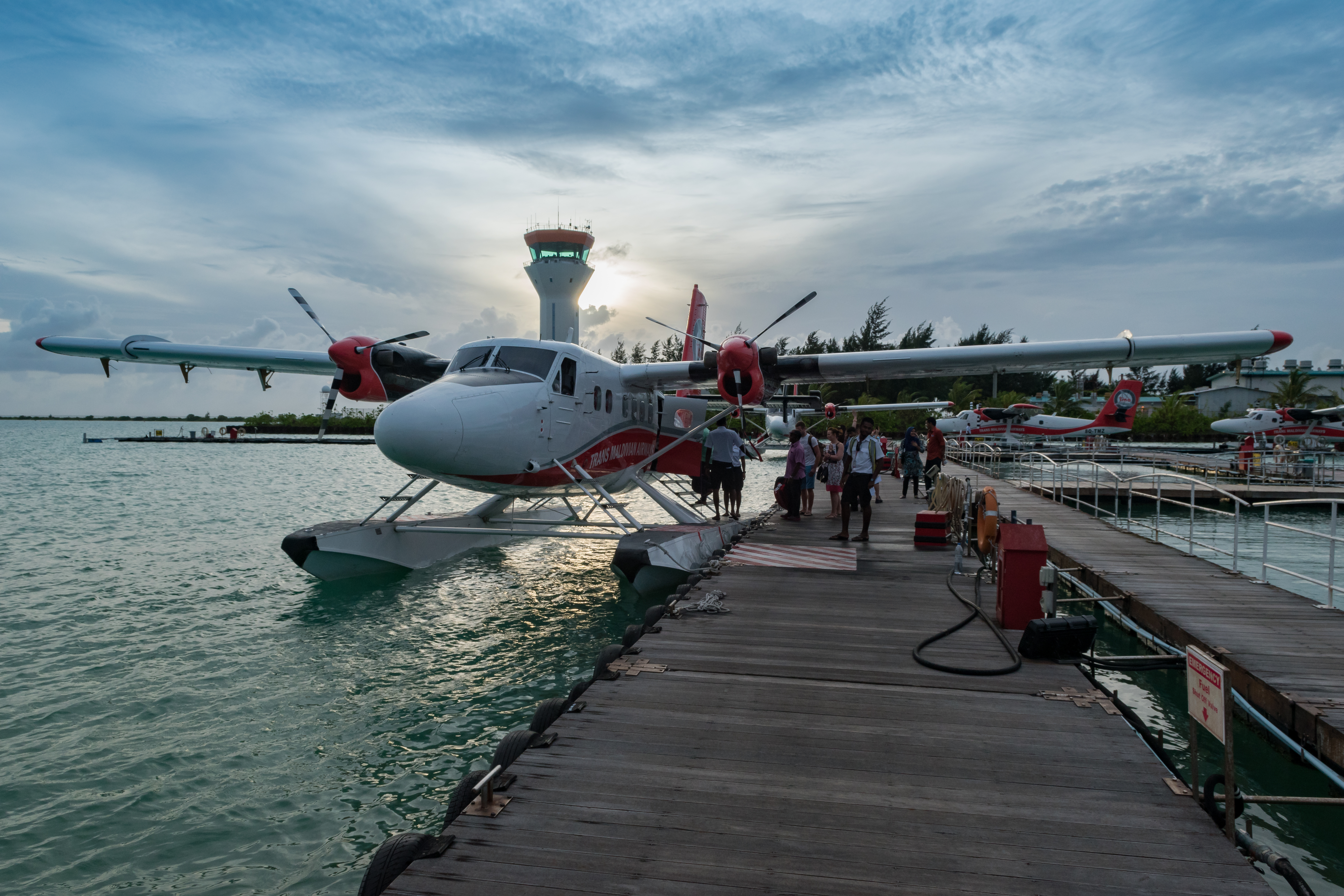
Мальдіви, Гідроаеропорт

Аеропорт — це аеродром з розширеними можливостями, переважно для комерційного повітряного транспорту. Аеропорти часто мають приміщення для зберігання й обслуговування літаків, а також диспетчерські вежі. Аеропорт складається з зони посадки, яка має відкритий простір, що містить щонайменше одну оперативно активну поверхню, наприклад, злітно-посадкову смугу для зльоту літаків, або вертолітний майданчик, і часто має суміжні споруди, як-от диспетчерські пункти, ангари та термінали. Більші аеропорти можуть мати: перони, мости над рульовими доріжками, центри керування повітряним рухом, пасажирські об'єкти, наприклад ресторани і салони, а також служби екстреної допомоги.
Аеропорт, що обслуговує винятково вертольоти, називається вертодромом. Аеропорт для використання гідролітаками та літаками-амфібіями, називається базою гідролітаків. Така база зазвичай, передбачає ділянку відкритої води для зльоту та посадки, а також доки для розташування гідролітаків.
Міжнародний аеропорт має додаткові можливості для митного й паспортного контролю, а також містить всі вищезгадані складові.

## Загальне

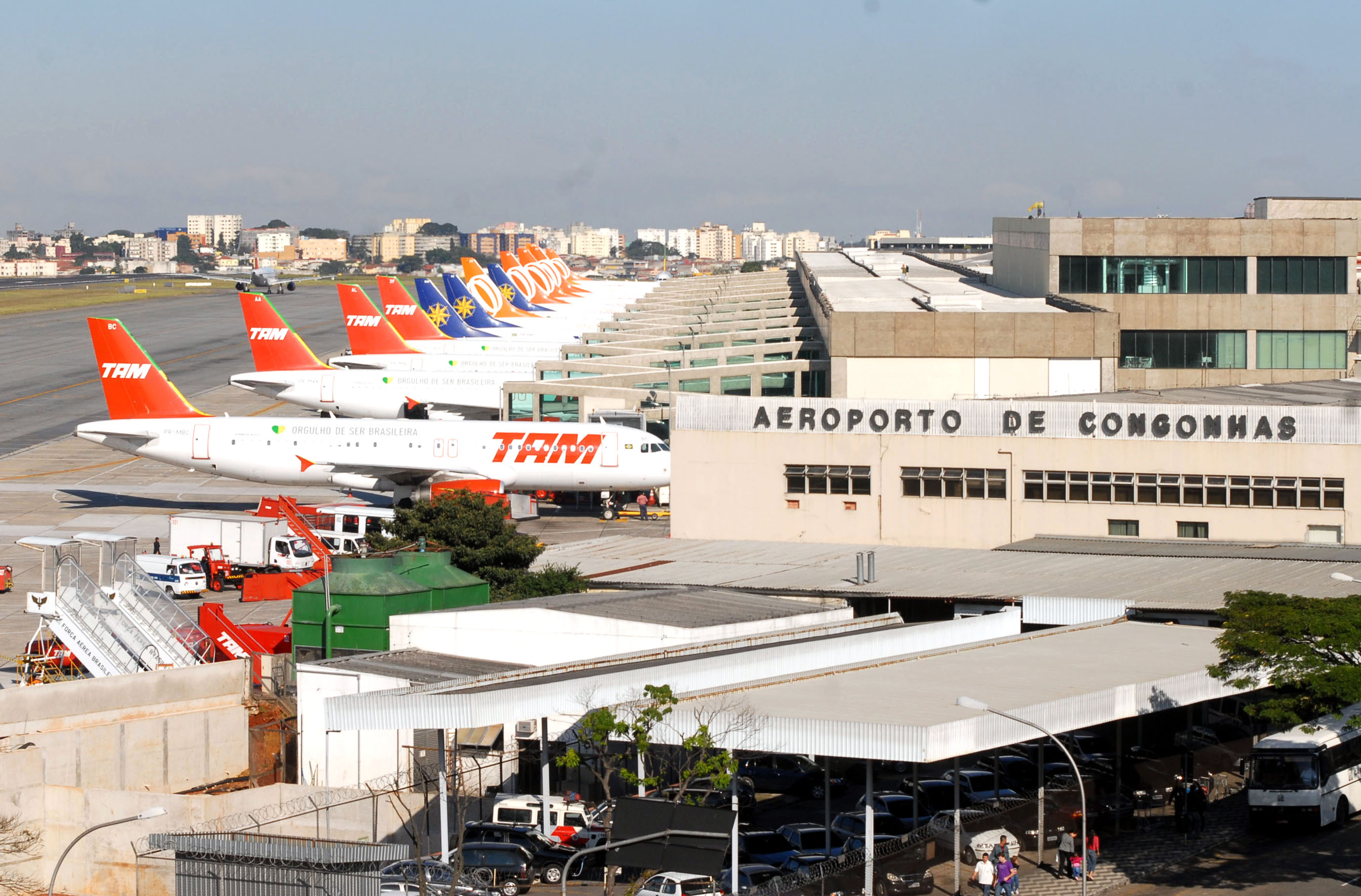
Міжнародний аеропорт Конгоньяс-Сан-Паулу, Бразилія

Невеликі або менш розвинені аеропорти, що складають переважну більшість, часто мають одну злітно-посадкову смугу коротшу за 1000 м (3300 футів). У великих аеропортах для польотів авіакомпаній, зазвичай, є асфальтовані\бетонні злітно-посадкові смуги довжиною щонайменше 2000 м (6600 футів). Для прикладу, аеропорт Skyline в Інком, штат Айдахо, має злітно-посадкову смугу лише 122 метри завдовжки.
Найдовша злітно-посадкова смуга у світі — в аеропорту Qamdo Bamda в Китаї. Вона має довжину 5500 м (18,045 футів). Найширша прокладена у світі злітна смуга, розташована в Ульяновському аеропорту «Восточний» у Російській Федерації, котра завширшки сягає 105 метрів.
Станом на 2009 рік ЦРУ заявляло, що в усьому світі існує приблизно 44000 «аеропортів або аеродромів, які можна розпізнати з повітря», зокрема 15 095 у США, водночас у США їх найбільше у світі.

### Належність та експлуатація аеропорту

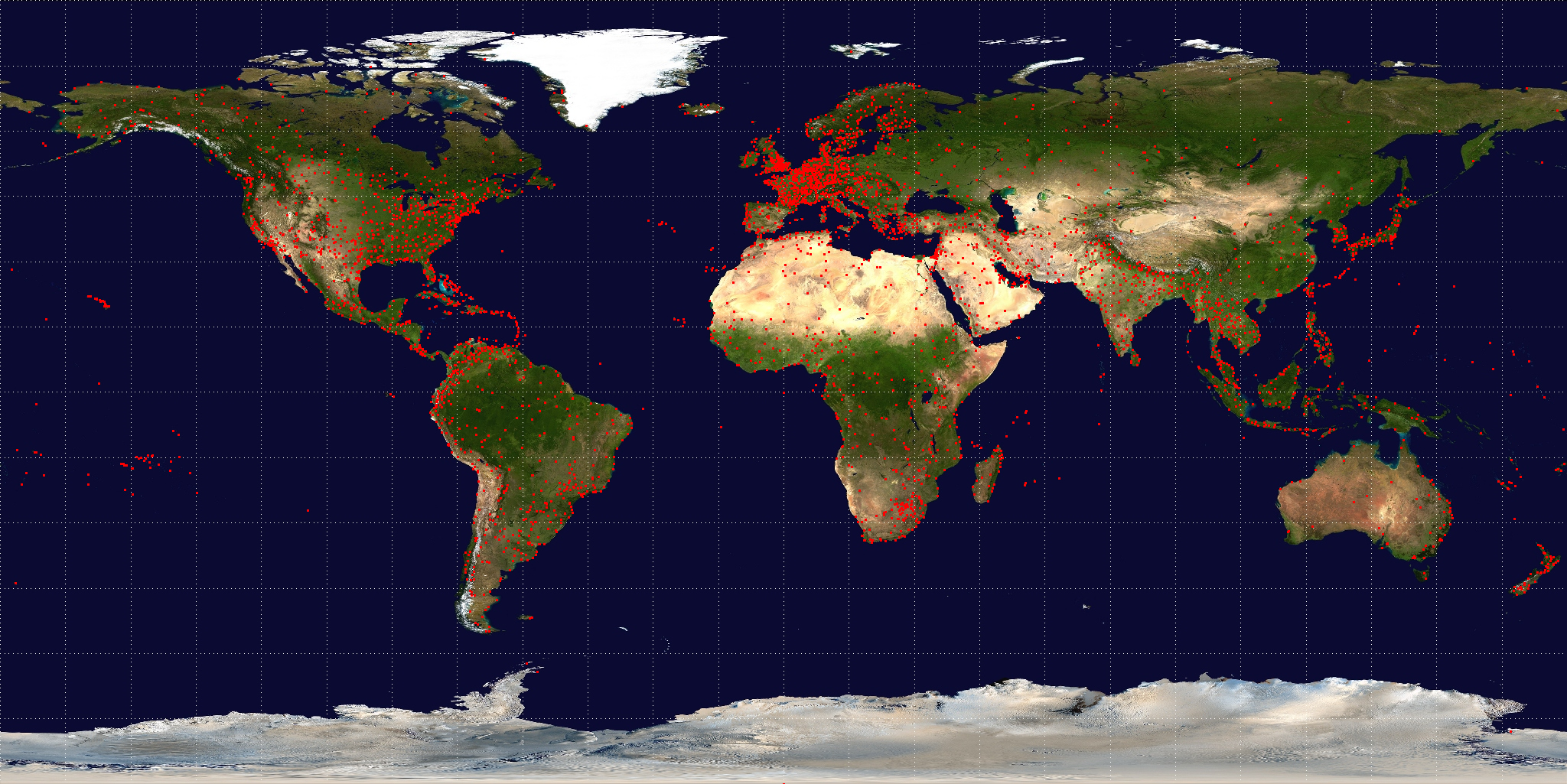
Розподіл аеропортів у світі станом на 2008 рік

Більшість великих аеропортів світу належать місцевим, регіональним або національним органам влади, які потім віддають летовища в оренду приватним корпораціям, що керують їхньою роботою. Наприклад, у Сполученому Королівстві, державна адміністрація британських аеропортів спочатку опікувалася вісьмома найбільшими комерційними аеропортами країни — згодом, наприкінці 1980-х років, їх було приватизовано, а після їхнього поглинання іспанським консорціумом Ferrovial 2006 року, це керування було скорочено до роботи лише Хітроу. Франкфуртським аеропортом Німеччини керує квазі-приватна фірма Fraport. В Індії група GMR контролює через спільні підприємства Міжнародний аеропорт Індіри Ґанді та Міжнародний аеропорт Раджива Ґанді. Міжнародний аеропорт Бенгалуру та Міжнародний аеропорт Чхатрапаті Шиваджі керується GVK Group. Рештою аеропортів Індії опікується Адміністрація аеропортів Індії. У Пакистані майже всі цивільні аеропорти належать і керуються Пакистанською адміністрацією цивільної авіації, за винятком Міжнародного аеропорту Сіалкот, який є першим приватним аеропортом в Пакистані та Південній Азії.
У Сполучених Штатах комерційні аеропорти, зазвичай, керуються безпосередньо урядовими установами або створеними урядом органами влади (також відомими як портові адміністрації), як, наприклад, орган аеропорту Лос-Анджелеса, що опікується кількома летовищами у районі Великого Лос-Анджелеса, разом з Лос-Анджелеським міжнародним аеропортом.
У Канаді федеральний орган транспорту Канади, в 1999 — 2000 роках, позбувся всіх аеропортів, крім найвіддаленіших. Зараз більшість аеропортів Канади належать і керуються окремими юридичними органами або є комунальною власністю.
Багато аеропортів США все ще надають свої об'єкти або їхню частину в оренду зовнішнім фірмам, що забезпечують такі послуги як роздрібна торгівля та паркування.

## Історія і розвиток
Першими місцями зльоту та посадки літаків були трав'янисті поля. Літак міг наближатися під будь-яким кутом, якому сприяв напрямок вітру.  Однак вони добре працювали лише за сухої погоди. Пізніше, бетонні й асфальтні поверхні дозволяли приземлятися майже незалежно від метеорологічних умов.

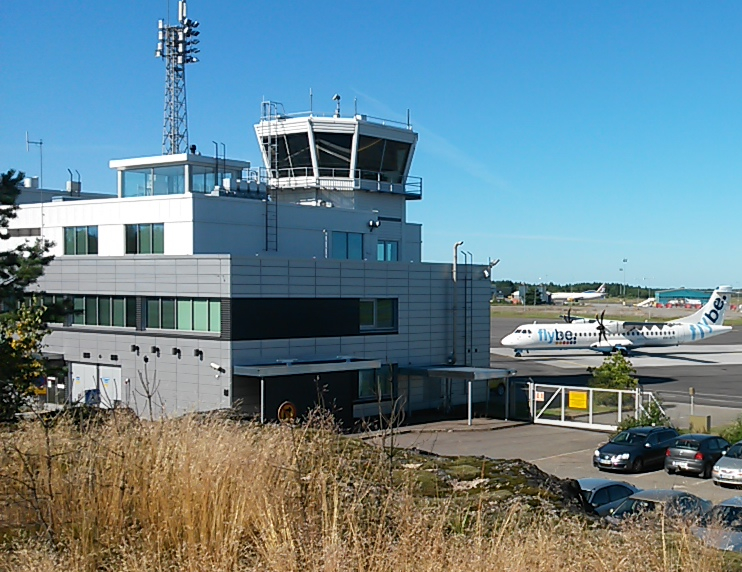
Аеропорт Турку, Фінляндія

Найдавнішими летовищами України є Міжнародний аеропорт «Харків-Північний» і Міжнародний аеропорт «Київ» (Жуляни) імені Ігоря Сікорського, відкриті 1923—1924 року; хоч уже з 1910 року в Києві існувало Куренівське цивільне летовище, побудоване коштом українського авіаконструктора та благодійника Федора Терещенка.
Триває суперечка щодо визначення «найстаріший аеропорт у світі», але летовище Коледж-Парк у штаті Меріленд, США, засноване 1909 року Вілбером Райтом, зазвичай вважається найдавнішим у світі чинним аеропортом, хоч він обслуговує лише авіацію загального призначення. Міжнародний аеропорт Бісбі-Дуглас в Аризоні оголошено «першим міжнародним летовищем Північної і Південної Америки» президентом США Франкліном Д. Рузвельтом 1943 року.
Аеропорт Гамбурга відкрито в січні 1911, що робить його найпершим комерційним аеропортом у світі, чинним досі.
Амстердамський аеропорт Схіпгол відкрився 16 вересня 1916 року як військовий аеродром, але з 17 грудня 1920 року приймав лише цивільні літаки.
Міжнародний аеропорт Міннеаполіс-Сент-Пол у штаті Міннесота відкрито в 1920 році, і з того часу він працює безперервно. Він обслуговує близько 35 000 000 пасажирів щороку і продовжує розширюватися, нещодавно відкривши нову злітно-посадкову смугу довжиною 3 355 метрів (11 000 футів). З аеропортів, побудованих в той ранній період цивільної авіації, це один з найбільших і найзавантаженіших аеропортів, що досі працюють. Його суперником є також Римський аеропорт Чіампіно, відкритий 1916 року, а також Міжнародний аеропорт Дон Міанг поблизу Бангкока, Таїланд, відкритий 1914 року. Збільшення повітряного руху під час Першої світової війни призвело до будівництва посадкових майданчиків. Літаки повинні були наближатися до них з певних напрямків, і це спричинило розробку засобів для скеровування заходу на посадку.
Після війни на деяких з цих військових летовищ було додано цивільні об'єкти для обслуговування пасажирських перевезень. Одним з перших таких аеропортів був аеропорт Ле Бурже недалеко від Парижа. Першим аеропортом, що з серпня 1919 року обслуговував регулярні міжнародні комерційні рейси, був аеродром Хаунслоу-Хіт. 1922 року перший постійний аеропорт і комерційний термінал, призначений винятково для цивільної авіації, було відкрито в Дега-де-Денау неподалік від тодішнього Кенігсберга, Східна Пруссія.

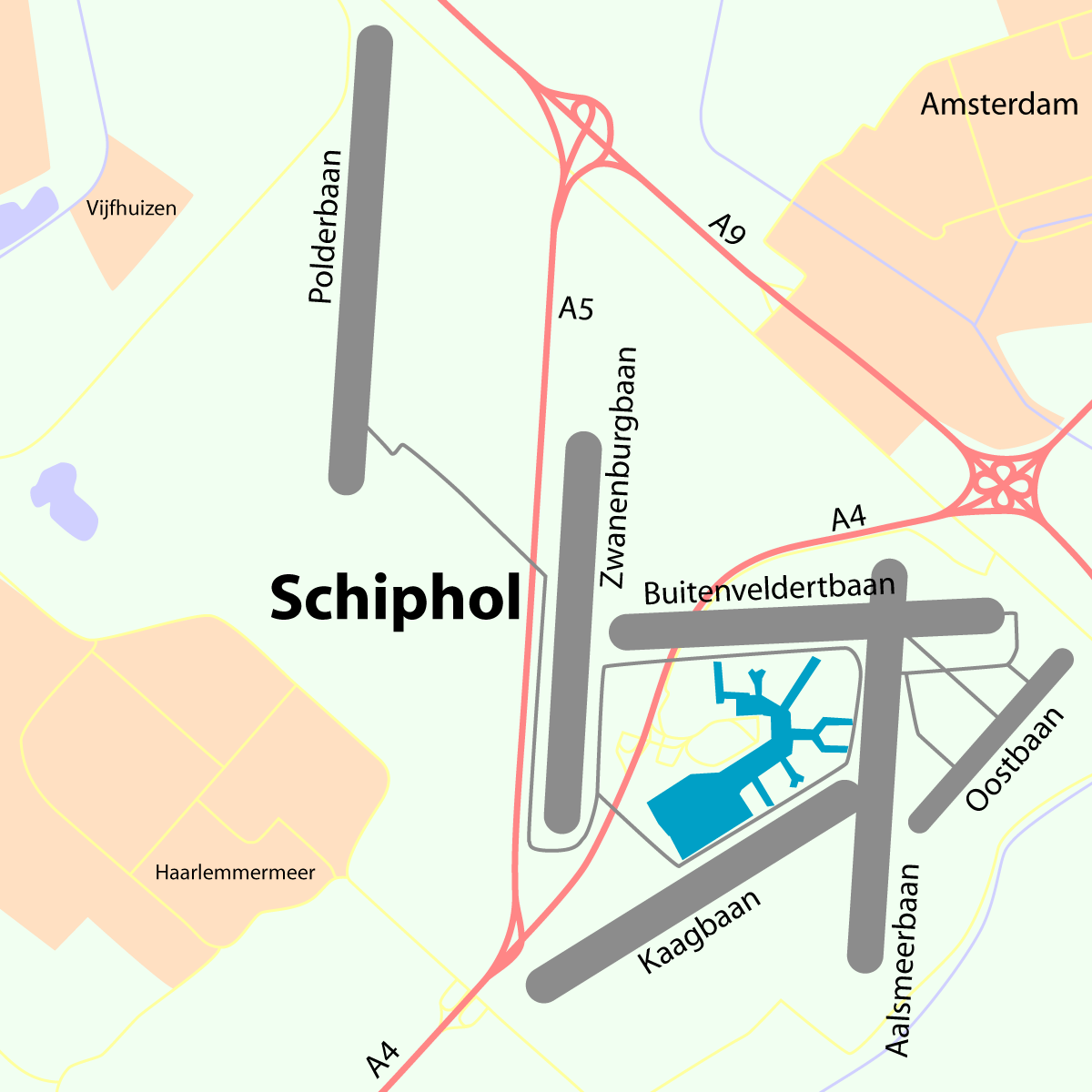
Аеропорт Схіпгол: огляд злітно-посадкових смуг

Перше освітлення, що використовувалося в аеропорту, з'явилося наприкінці 20-х років; у 1930-х роках почали діяти вогні підходу. Вони вказували правильний напрямок і кут зниження. Кольори та відстані між цими вогнями були стандартизовані Міжнародною організацією цивільної авіації (ІКАО). У 1940-х роках було введено систему глісадних вогнів. Вони складалися з двох рядів вогнів, які утворювали просторовий конус, що вказував положення літака на глісаді. Додаткові вогні свідчили про неправильну висоту і напрямок.
По закінченню Другої світової війни будова аеропортів стала складнішою. Пасажирські споруди розташовувалися окремо, а злітно-посадкові смуги і РД містилися групами навколо терміналу.
Поліпшенням місця посадки було введення канавок у бетонну поверхню. Вони проходять перпендикулярно напрямку посадки літаків і слугують для відведення надлишкової води в дощових умовах, яка може накопичуватися під колесами літака.
Будівництво аеропортів в 60-х роках почалося зі зростанням кількості перевезень реактивними літаками. Злітно-посадкові смуги були подовжені до 3000 м (9 800 футів). ЗПС було побудовано з залізобетону з використанням машини для укладання, що виробляє безперервну плиту без швів всією довжиною.

## Обладнання
Термінал — це будівля з пасажирськими приміщеннями. Невеликі аеропорти мають один термінал. У найбільших, часто є кілька терміналів, хоча деякі великі аеропорти, як-от Амстердамський аеропорт Схіпгол, обходяться одним терміналом. Термінал має декілька виходів, які забезпечують пасажирам доступ до літака.
Такі послуги потрібні для пасажирів, що вилітають:
- Послуги реєстрації, зокрема здача поклажі.
- Охоронна рамка.
- Паспортний контроль (для деяких міжнародних рейсів).
- Вихід (летовище).
- Зони очікування.

Наступні послуги потрібні для пасажирів які  прибувають:
- Паспортний контроль (лише міжнародні рейси).
- Послуги видачі поклажі (багажу), часто у вигляді каруселі.
- Митниця (лише міжнародні рейси).
- Місця зустрічі прибулих.

Для обох груп пасажирів, повинен бути зв'язок між пасажирськими спорудами і літаком, наприклад телетрапи.
Також мусить бути система обробки багажу, задля перевезення поклажі від місця відправлення багажу до літаків котрі вилітають, та від літаків, що прибувають, до місця повернення речей.
Місце, де розташовано парк повітряних суден для посадки пасажирів і завантаження поклажі, називається пероном.
Аеропорти з міжнародними рейсами, мають митні та імміграційні можливості. Однак, оскільки у деяких країн є угоди, які дозволяють подорожувати між ними без митниці та імміграції, такі засоби не є остаточною потребою в міжнародному аеропорту. Міжнародні рейси часто вимагають вищого рівня фізичної безпеки, хоча в останні роки багато країн схвалили однаковий рівень безпеки для міжнародних і внутрішніх перельотів.
Розробляються «плавучі аеропорти», які можуть бути розташовані у морі і в котрих будуть використовуватися такі принципи, як технологія пневматичної усталеної платформи.

### Аеропортовалогістиката експлуатація
Літаки — не єдиний засіб пересування, наявний на теренах аеропорту: там працює велика кількість різних транспортних засобів з широким розбігом послуг, як-от пасажирські й вантажні перевезення, доправлення багажу, прибирання літаків. Серед таких транспортних засобів:
- Тягачі (трактори): ті, які штовхають літак у зворотному напрямку, щоби відокремити його від терміналу (або буксирувати їх в ангари в разі надзвичайної події).
- Пасажирські автомобілі для переїзду: це транспортні засоби, схожі на автобуси громадського транспорту, що перевозять пасажирів до віддаленої платформи і назад, на якій перебуває ваш рейс, та інші, які можуть підіймати пасажирську кабіну на певну висоту, щоби та опинилася просто проти дверей літака, а також пересувні трапи.
- Багажні вагончики: це декілька зчеплених відкритих візків, в яких багаж перевозиться з терміналу до літака і навпаки.
- Харчові вантажівки: це автомобілі, в яких перевозять їжу для польоту з кухні аеропорту або авіакомпанії, на літаки. Вони мають можливість підняти вантажну кабіну на висоту службових вхідних дверей завдяки системі шарнірів.На пероні Міжнародного аеропорту Галіфакс, Канада присутня велика кількість аеродромної техніки, в тому числі віддалік, пересувний трап.

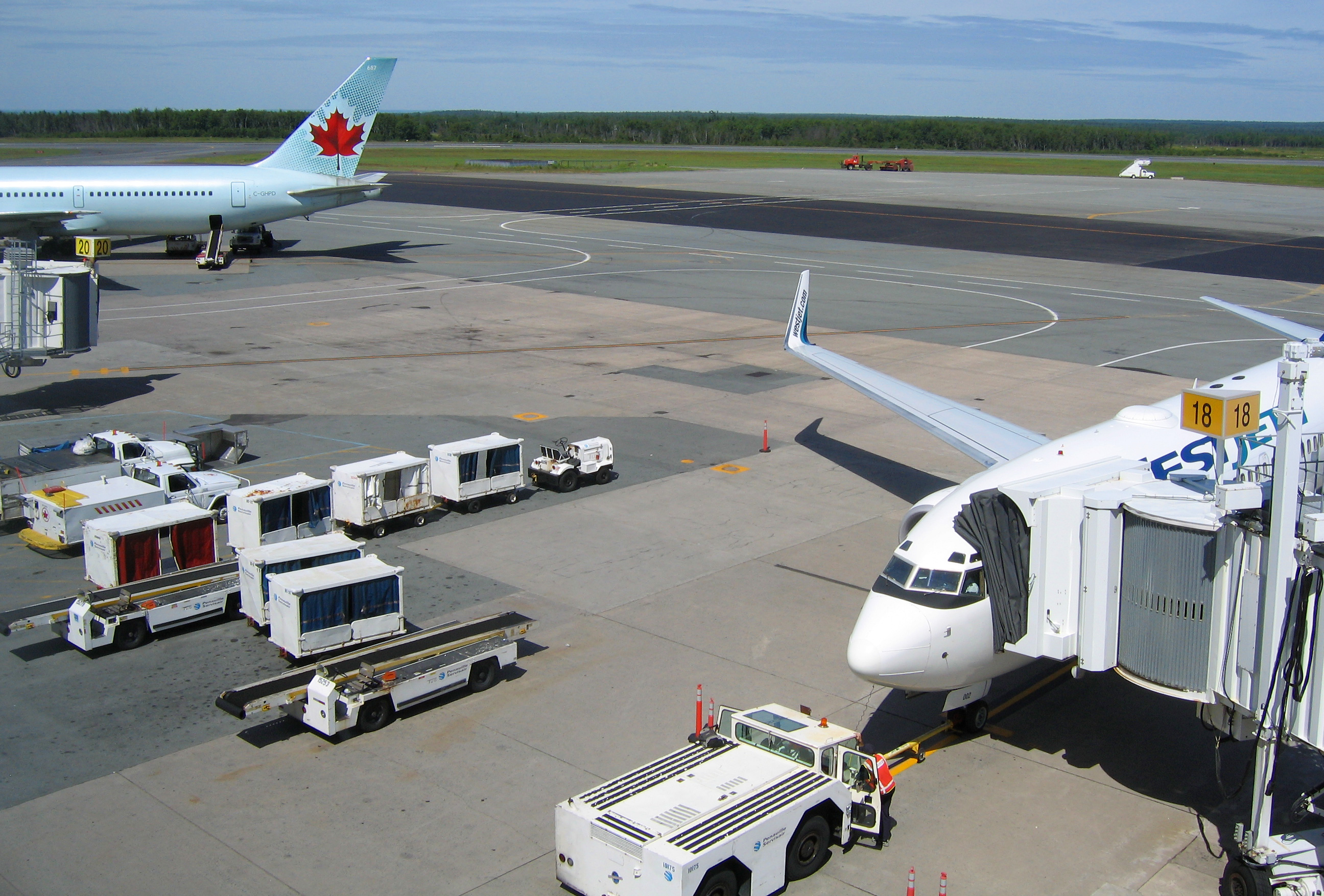
На пероні Міжнародного аеропорту Галіфакс, Канада присутня велика кількість аеродромної техніки, в тому числі віддалік, пересувний трап.

- Автомобілі авіакомпанії і допоміжних служб: вони мають  дозвіл на проїзд автомобільними терміналами та шляхами й засоби для здійснення технічного обслуговування в потрібних випадках і перевірки безпеки власних літаків авіакомпанії, аеропорту загалом та його правильного використання.
- Вантажівки для перевезення пального: це заправники з цистернами, де міститься пальне, яке буде закачуватися в паливні баки літаків перед польотом.
- Санітарні вантажівки: автомобілі, які відбирають нечистоти, що накопичуються під час польоту у вбиральнях літаків, і постачають чисту воду для тієї ж мети.
- Снігоприбиральна техніка: трактори, автомобілі з обертовими щітками, тощо.

Крім того, в аеропортах можуть бути машини швидкої допомоги, які завжди готові до нещасних випадків або надзвичайних подій, інколи наявні і поліційні машини. Транспортні засоби аеропорту, рухаються по аеродрому призначеними для них шляхами.

## Керування повітряним рухом
Диспетчерська вежа.
Керування повітряним рухом (КПР) є завданням управління рухом повітряних суден з дотриманням його безпеки, впорядкованості та своєчасності. У найбільших аеропортах, керування повітряним рухом, є низкою дуже складних дій, що вимагають управління жвавим рухом у всіх трьох вимірах.
Зазвичай, у великому аеропорту є диспетчерська вежа, на якій перебувають авіадиспетчери. Пілоти зобов'язані підтримувати двобічний радіозв'язок з диспетчерами, а також визнавати і виконувати їхні вказівки. У невеликих аеропортах відсутня диспетчерська вежа, через це двобічний радіозв'язок не потрібен, хоча пілотам доцільно

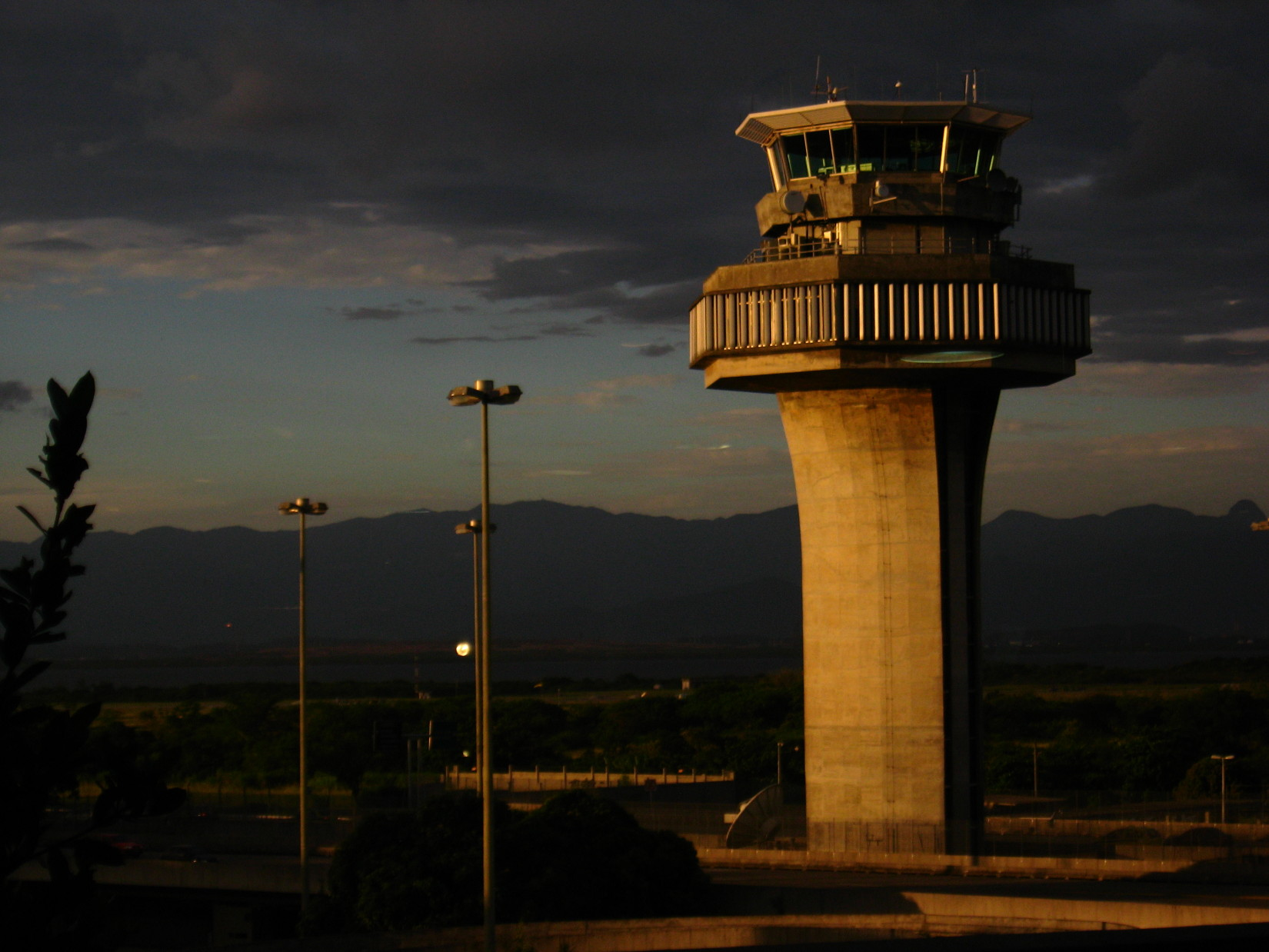
Диспетчерська вежа

передавати свої наміри на загальній переговорній частоті руху аеропорту (CTAF), для користі інших.
Більшість аеропортів світу являють собою невеликі споруди без вежі. Не у всіх аеропортах з вежами є цілодобове КПР. Такі аеропорти підлягають контролю зони (за маршрутом). Віддалена та віртуальна вежа (RVT) — це система, в якій КПР обслуговується диспетчерами, котрих немає в самому аеропорту.
Відповідальність за керування повітряним рухом в аеропортах зазвичай поділяється, щонайменше, на дві основні області: земля і вежа, хоча один диспетчер може працювати на обох станціях. Найбільш завантажені аеропорти можуть додатково розподіляти обов'язки диспетчера, наприклад, з видаванням дозволів, очищенням перону тощо.

### Виробничі процеси
Повітряний рух, дуже стиснутий у відносно невеликій області, яка ще ускладнюється злетами та посадками. З цієї причини точне керування повітряним рухом в аеропортах, є нагальною передумовою для безпечної та безперервної роботи. На пероні, спостереження за пересуванням повітряних суден і транспортних засобів усіх видів, здійснюється наочно і за допомогою радіолокатора. Вежа контролює злітно-посадкові смуги і рульові 

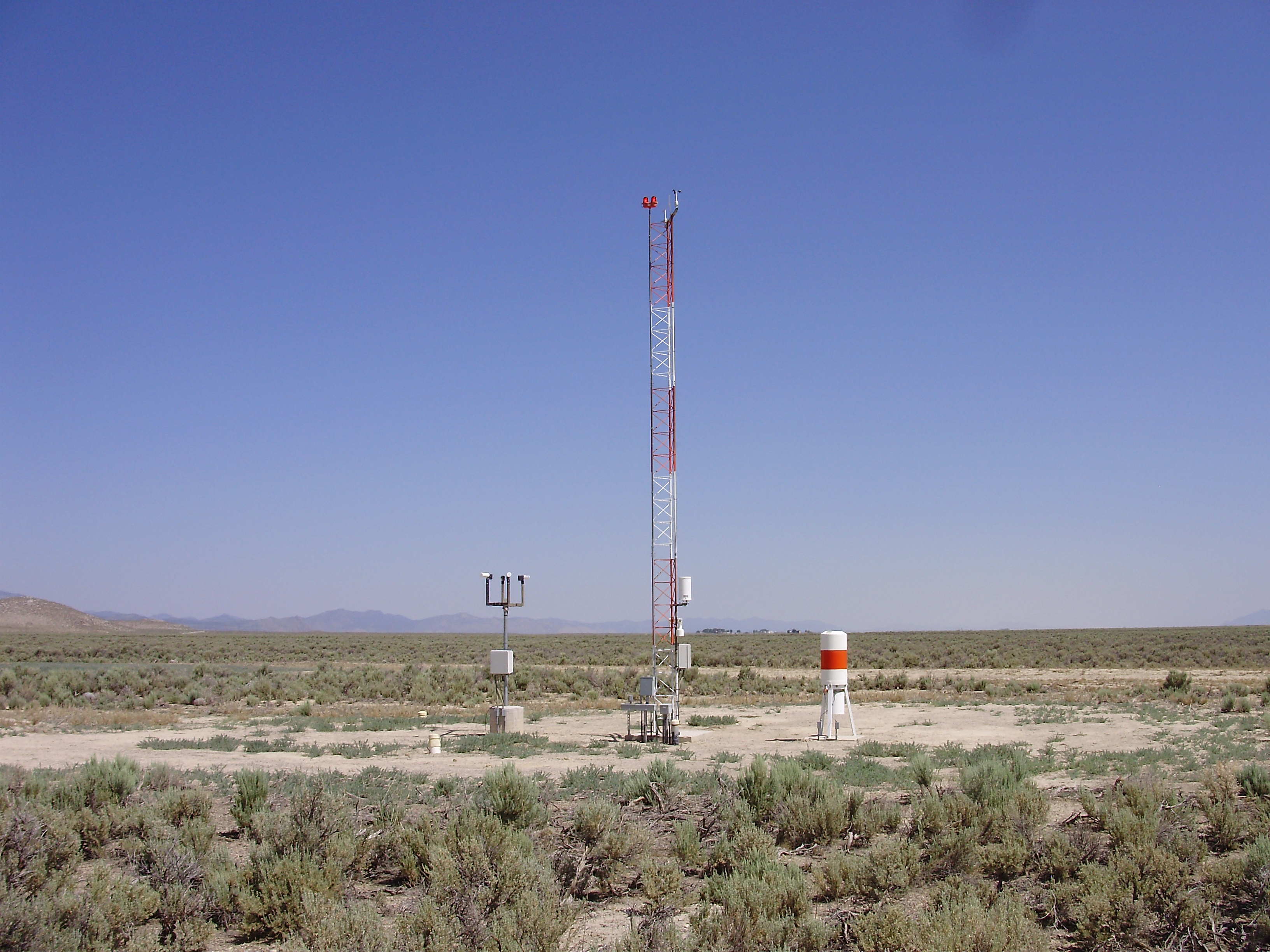
Автоматизована система посадки

доріжки, тому вона відповідає за злети, посадки і прибуття, вильоти і перельоти в межах зони контролю (CTR).
У завантаженому аеропорту, як-от наприклад, Франкфурт-на-Майні, злети і посадки відбуваються кожні 2 хвилини, особливо в години пік. Ці стислі терміни створюють певну особливість, важливою для всіх літаків в польоті. Літак залишає позаду своєї траєкторії два протилежні повітряні завихрення, які називаються турбулентністю в сліді (англ. Wake Turbulus). Турбулентність при зародженні виникає через те, що завдяки різниці тисків між нижньою та верхньою боками плоскості, на її кінці виникає потік від низу догори. Ці турбулентності небезпечні для наступного літака, тож треба дотримуватися найменш допустимої відстані. Коли закрилки висунуто, тобто під час зльоту або посадки, сила трубчастого вихрового сліду, що залишається за літальним апаратом, збільшується залежно від ваги (MTOW) літака. Тривалість життя турбулентності залежить від вітру і стану атмосфери. Отож, виникнення турбулентності в аеропортах, впливає на частоту заходу на посадку і вильоту, а також на послідовність випуску. Узгодження щодо різних типів повітряних суден, є обов'язком авіадиспетчерів під час керування заходом на посадку чи вильотом.

## Керування безпекою
Авіаційна безпека є основним завданням під час експлуатації аеропорту, і майже всі аеродроми мають обладнання та перелік заходів для керування надзвичайними подіями. Аварійні служби аеропортів, споряджені для: боротьби з аваріями на аеродромах, вивільнення екіпажу та пасажирів, усунення небезпек, пов'язаних з легкозаймистим авіаційним пальним. Служби також, навчені справлятися з такими пригодами, як загроза вибуху, крадіжки і терористична діяльність.
Небезпеками для літаків, є: сміття, гніздування птахів, і зниження рівня тертя через погодні умови, як-от: крига, сніг або дощ. Територія повинна бути очищеною від сміття з використанням обладнання, отже непотріб не стане летючим і не потрапить в двигун. За несприятливих погодних умов, можна використовувати обладнання для очищення площ від криги та снігу, заради поліпшення зчеплення зі злітно-посадковою смугою. Для літаків, які очікують на виліт, може застосовуватися обладнання для розпилення на крила особливих протиожеледних рідин.

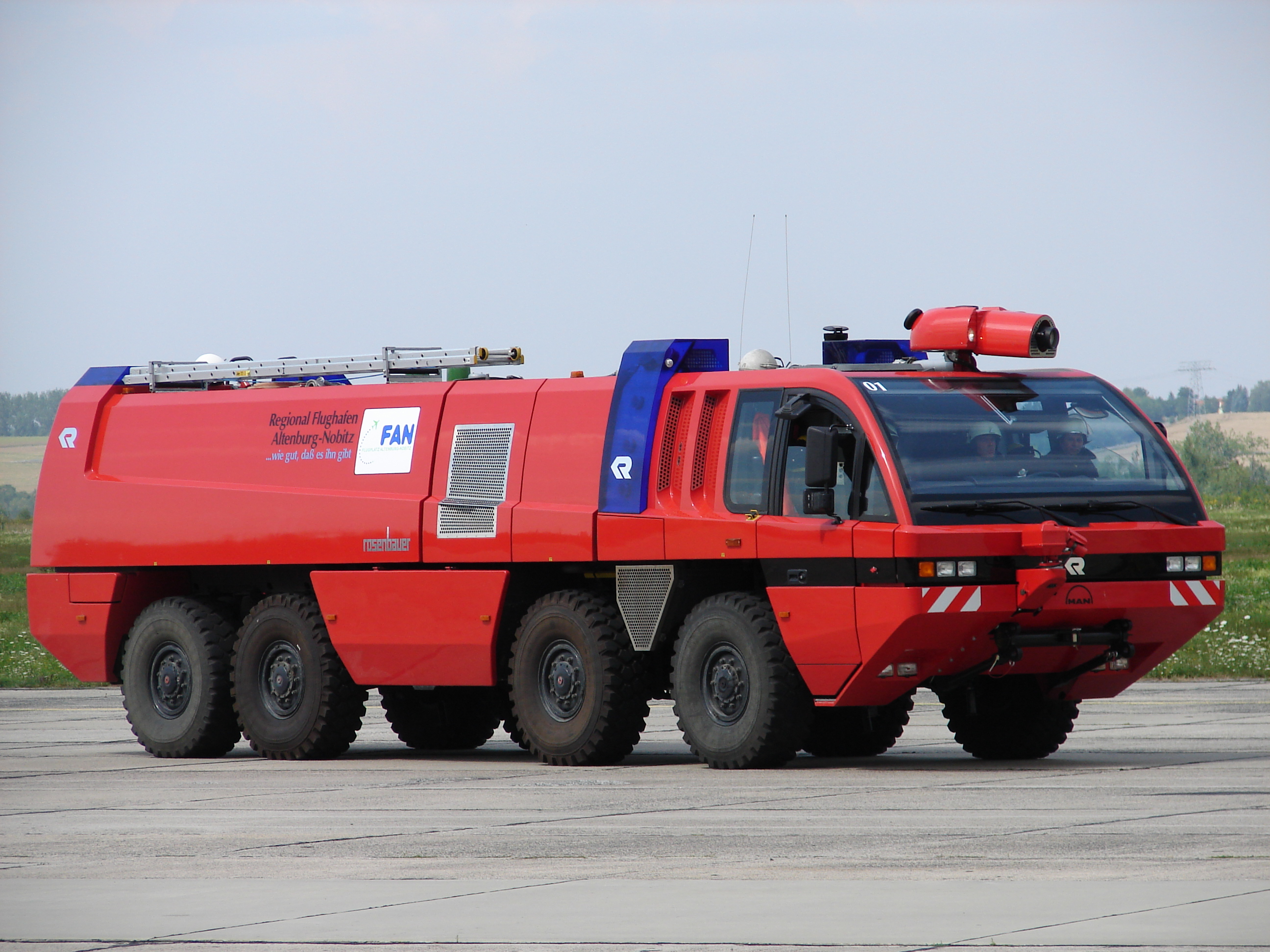
Пожежний автомобіль

Багато аеропортів будуються біля відкритих полів або водно-болотних угідь. Вони мають властивість залучати зграї птахів, які можуть потрапляти в авіадвигуни. Службам аеропортів часто доводиться відлякувати птахів від місць заселення.
Деякі аеропорти розташовано поруч з парками, полями для гольфу або іншими видами землекористування низької щільності. Інші аеропорти містяться поблизу густонаселених міських або приміських районів.
В аеропорту можуть бути місця, де ймовірні зіткнення літаків на землі. Записи всіх вторгнень, коли повітряне судно або транспортні засоби перебувають у невідповідному місці, зберігаються, і тим самим визначаються ці можливі «гарячі точки». Таким місцям потім приділяється особлива увага з боку керівництва аеропорту.
У 1980-ті роки, мікропориви стали викликати все більшу стурбованість через авіаційні події, викликані різкими потоками повітря. Було розроблено радар Microburst, який за 2 — 5 хвилин до події, дає попередження екіпажам про можливий мікропорив.
Деякі летовища тепер (2000-ні) мають особливу поверхню в кінці злітно-посадкової смуги, яка називається м'яким бетоном (стоп-смуга), та трохи нагадує пінополістирол. Такі поверхні корисні, коли злітно-посадкова смуга розташована поруч з водоймою або іншою небезпекою, отож вони заважають літакам викотитися за кінець ЗПС.
В аеропортах часто є пожежні команди для подолання надзвичайних подій. Це — пристосовані транспортні засоби з вогнегасною речовиною, та наявною аварійною бригадою.

## Економічні та екологічні чинники
Аеропорти, часто є основною складовою економічної та туристичної діяльності. До того-ж, їх доповнюють швидкісні дороги (залізниця, автомагістралі) і громадський транспорт. Тож вони, як великі міжнародні туристичні вузли, ймовірно можуть стати значними пунктами передавання інфекційних захворювань. Помітне дослідження, проведене в розпал сезону грипу 2015-2016 років в аеропорту Гельсінкі-Вантаа у Фінляндії, показало, що поверхні, до яких зазвичай торкаються в аеропортах, особливо пористі пластикові лотки, дуже сприйнятливі до зараження вірусами.
 

Отримані висновки підкреслюють важливість заохочення миття рук в аеропортах, як ключового заходу у запобіганні загальному поширенню захворювань.

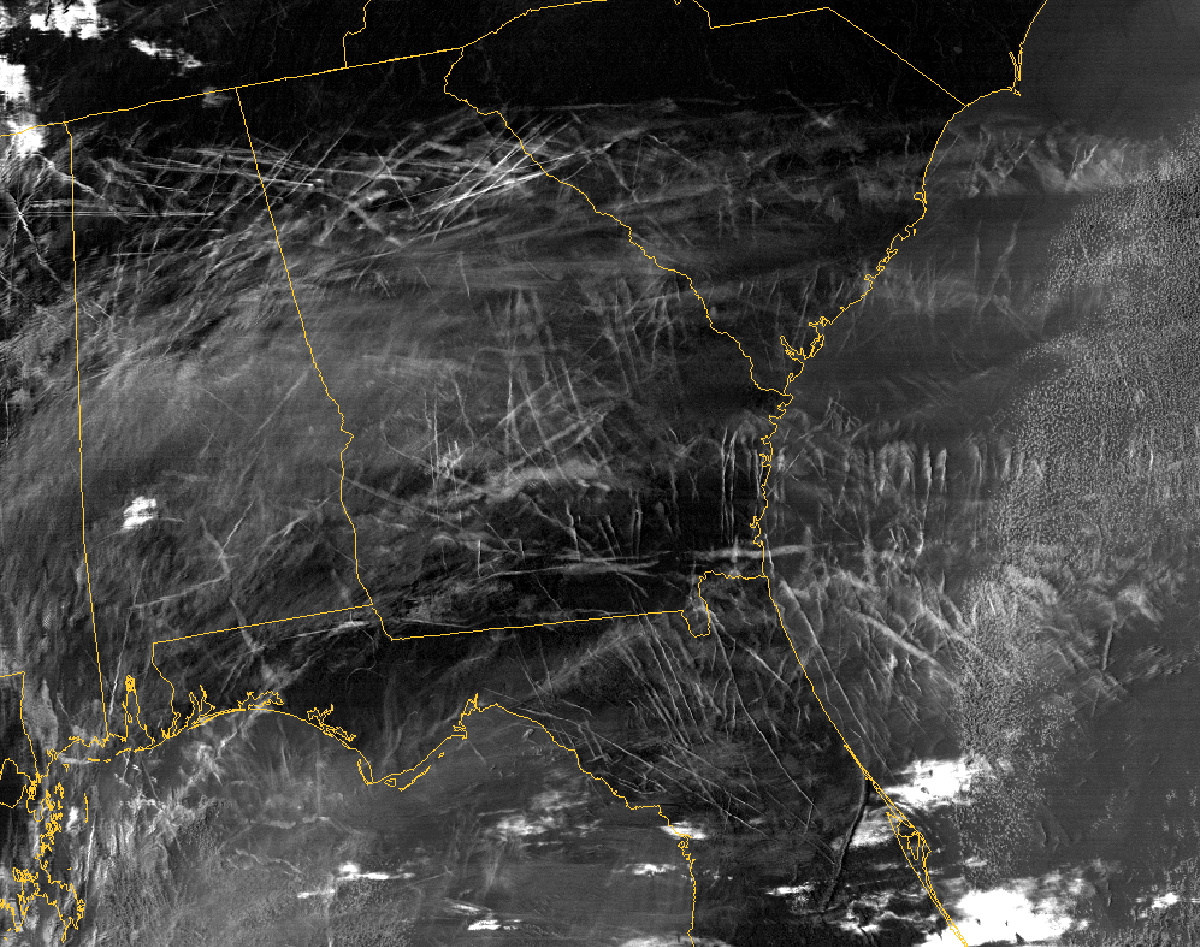
Інверсійні сліди від літаків над Джорджією, 2004

Їхнє розташування поблизу місць жвавого використання, є предметом суперечок, пов'язаних з перешкодами, створюваними літаками.
Аеропорти є центрами зближення і зльоту/посадки, великої кількості повітряних суден, але як зазначалося вище, вони також обслуговуються залізницями і мережами 
автомагістралей, які викликають забруднення і сприяють екологічній подрібненості ландшафтів.
Вони виробляють забруднювальні речовини, які інколи мають високу скупченість, особливо в туман або за безвітряної погоди (соплові гази на зльоті, випаровуване пальне, антифризи, тощо) та деякі незручності (особливо щодо звукового навантаження, надто, коли є численні нічні польоти). Літаки також, є основними джерелами парникових газів. Обговорюється важливість і ступінь впливу цих явищ — місцеві жителі й керівництво аеропортів, з цього приводу, не завжди доходять згоди.
Наприклад, у Франції дослідження впливу повітряного руху в трьох великих аеропортах: Шарль де Голль, Орлі і Ле Бурже на здоров'я людей, проводилося 2008 року, відповідно до мети регіонального плану з охорони здоров'я та збереження довкілля (PRSE). Шумові та повітряні обсерваторії Bruitparif і Airparif проводили оцінку впливу шуму та забруднення повітря на мешканців. Напади астми і порушення сну були показниками, обраними для дослідження.
Наприкінці літа 2008 року, Airparis виміряла забруднення повітря навколо Руассі-ан-Франс, щоб оновити дані 2002 року (на 120 ділянках 23-х муніципалітетів).
Згідно Airparif 18, викиди оксиду азоту (NO2) від усіх видів діяльності на перонах аеропортів Руассі-ан-Франс та Орлі «більш ніж утричі, перевищували викиди на кільцевому автомобільному шляху».
З осені 2019 року, в Норвегії авіакомпанії почали додавати в авіаційний гас, невелику частку біопалива задля зменшення забруднення атмосфери реактивними літаками. Згодом, кількість доданого біопалива передбачають збільшувати.

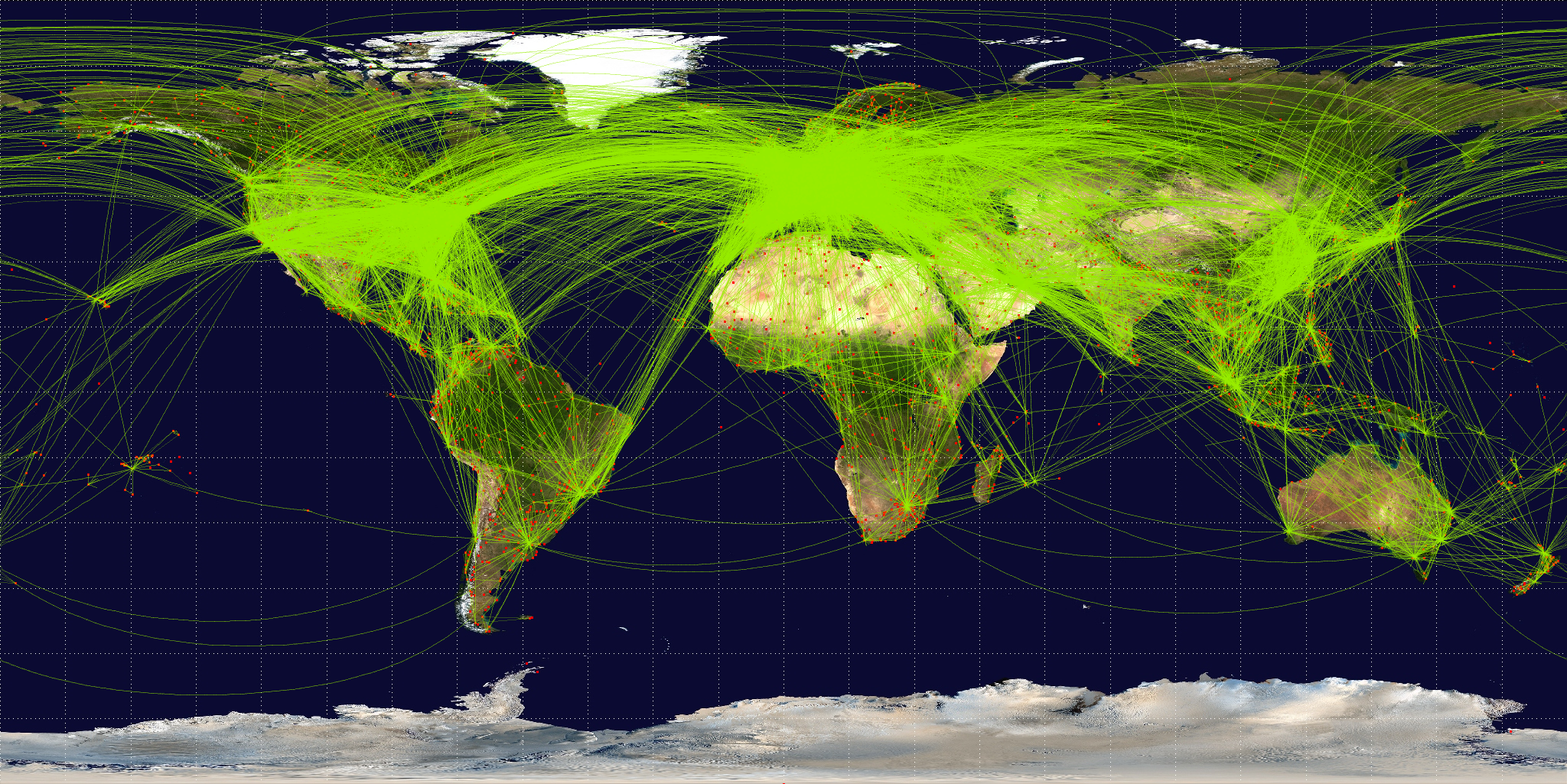
Мапа міжміських та міжконтинентальних рейсів. З'являється "вузлова" і деревоподібна природа світової мережі повітряного транспорту, а також її щільність у північній півкулі, особливо в Європі та США.

## Типи
- Міжнародний аеропорт
- Вузловий аеропорт